# 538

## Nașteri
- 30 noiembrie: Gregor de Tours  (d. 594)